# CONOR
CONOR je normativna datoteka osebnih in korporativnih imen v sistemu COBISS.SI. Normativna kontrola temelji na povezavi med bibliografskimi in normativnimi zapisi. Vsebuje:
- normativne zapise s podatki o osebnih imenih avtorjev (sprejeta oblika imena), ki so enotno določeni za uporabo v celotnem sistemu katalogizacije,
- druge podatke, kot so variantne značnice, sorodne značnice, opombe itd.

Korporacije zaenkrat še niso vključene v normativno kontrolo. Baza se ažurira dnevno za potrebe vzajemne katalogizacije.

## Razvoj
Včasih se v publikaciji pojavi oblika avtorjevega imena (ali psevdonim), ki ni enaka obliki enotne značnice (ime, pod katerim najpogosteje objavlja svoja dela). Knjižnični katalog omogoča pregled nad gradivom knjižnice in je organiziran glede na svojo funkcijo, ki izvira iz določenih uporabnikovih potreb. Naloga avtorskega knjižničnega kataloga je, da so v njem na enem mestu združena vsa dela enega avtorja, ne glede na to, pod kakšnim imenom je podpisal svoje delo. V klasičnih listkovnih katalogih so to reševali tako, da so za to drugačno obliko imena naredili kazalko, ki so jo vložili na ustrezno mesto v katalogu. Podobna težava se je pojavila tudi pri imenih korporacij, pri katerih so naredili kazalke, ki opozarjajo, da najdemo dela te ustanove pod njihovim drugačnim imenom. 
V računalniških katalogih (slovenski vzajemni katalog COBIB) najdemo samo eno vrsto zapisov, in sicer bibliografske - to so zapisi s podatki o publikaciji. Kazalke so najprej ročno vpisovali v okviru bloka 9-, kar pa pomeni, da jih je bilo treba ponavljati v vsakem bibliografskem zapisu. To je bilo v primerjavi z listkovno obliko izjemno neracionalno in neučinkovito, zato so leta 2003 namesto bloka 9- uvedli posebno, normativno bazo, v kateri so se oblikovali zapisi, ki vsebujejo obliko enotne značnice, povezane z vsemi alternativnimi oblikami, zapis pa je povezan z značnicami v bibliografski bazi. Normativno bazo sestavljajo zapisi, oblikovani po formatu COMARC/A, ki je dopolnilna različica UNIMARC-a za potrebe v okviru COBIB.
Na začetku so bili v normativno bazo vključeni samo slovenski avtorji iz produkcije nekaj let pred uveljavitvijo CONOR-ja. Zapise o avtorjih so sestavili na osnovi osebnih bibliografij slovenskih raziskovalcev in slovenske nacionalne bibliografije za monografske publikacije. V sedmih mesecih od vzpostavitve normativne kontrole je bilo kreiranih več kot 90.000 novih normativnih zapisov. Od vseh novih normativnih zapisov je originalno kreiranih zapisov 60 %, preostali so bili prevzeti iz LC Names (normativna baza imen Kongresne knjižnice v Washingtonu).

## Uporaba podatkovne baze CONOR.SI
Izraz normativna kontrola se je začel intenzivneje pojavljati šele z uvedbo računalniške obdelave knjižničnega gradiva, čeprav je funkcija normativne kontrole v bistvu enaka v vseh oblikah kataloga in tudi računalniška izvedba izhaja iz klasične. Združuje dva postopka:
1. določanje enotno oblikovanih elementov, po katerih je katalog organiziran in po katerih v katalogu iščemo
2. njihovo povezavo z vsemi alternativnimi oblikami teh elementov

Elementi, pri katerih je možna normativna kontrola:
- imena oseb
- imena korporacij

Normativna kontrola nam omogoča, da najdemo vsa dela nekega avtorja pod vsemi oblikami imena, pod katerimi objavlja. Za odkrivanje bibliografskih in normativnih podatkov uporabljamo vstopne točke.